# ハーバード・ブランド
ハーバート・ジョージ・ブランド(Herbert George Brand,1865-1942)は英国出身のプリマス・ブレズレンの宣教師。H・G・ブランドと表記することが多い。
1889年に来日して、東京の日本橋を中心に路傍説教や野外伝道を展開した。
日本基督一致教会の日本橋教会の青年達が、北原義道牧師の子息が起こした問題に対する処理についての教会に対する不満から「日本橋青年倶楽部」を形成して、1890年にブランドを指導者として迎え入れた。これが、日本におけるプリマス・ブレズレンの活動の原点である。明治学院神学部の学生の乗松雅休もブランドに仕えるようになる。
ブランドは1919年に56歳で英国に帰国した。

## 著書
五十嵐健治編『生ける神とキリスト』